# Cephaloleia costaricensis
Cephaloleia costaricensis es un coleóptero de la familia Chrysomelidae.
Fue descrita científicamente en 1930 por Uhmann.